# Mayonaka no Door ~Stay with Me
«Mayonaka no Door ~Stay with Me» (真夜中のドア〜Stay with Me) es una canción interpretada por la cantante japonesa Miki Matsubara para su álbum debut de 1980, Pocket Park. También fue publicado como el primer sencillo de la cantante junto con «そうして私が» como lado B el 5 de noviembre de 1979.

## Antecedentes
«真夜中のドア〜Stay with Me» fue publicado el 5 de noviembre de 1979 por SEE・SAW (como W-17) como el sencillo principal del álbum de 1980, Pocket Park. En el álbum aparece como la canción de apertura. Se posicionó en el #28 en las lista de Japón y vendió alrededor de 104,000 copias de acuerdo a Oricon, y 300,000 copias anunciadas por Canyon Records.
En la versión editada, la voz de Matsubara es incluida en la intro, mientras que la versión del álbum sólo tiene los coros.

## Video musical
Al año de su lanzamiento, Hitachi y Ponycanyon habían producido un videoclip especialmente para el programa "Hitachi sound break" el cual fue lanzado en 1980, siendo recuperado en 2018 y remasterizado, con licenciamiento de Ponycanion para Youtube. Posteriormente un nuevo videoclip fue dirigido por Mubilabo para promocionar el relanzamiento del sencillo el 10 de marzo de 2021. El video consiste en las letras de la canción apareciendo encima de una imagen diseñada por Miki Masuda.

## Otras versiones
- Hiromi Iwasaki – Dear Friends V (2010)
- Kohmi Hirose – Thousands of Covers Disc1 (1997)
- Melon Kinenbi – Folk Songs 4 (2003)
- Akina Nakamori – Utahime 4: My Eggs Benedict (2015)
- Yuri Tanaka – City Lights (2016)
- Megumi Nakajima – Lovely Time Travel (2019)

## Lista de canciones
Todas las canciones compuestas por Tetsuji Hayashi y Yoshiko Miura.
1. "真夜中のドア〜Stay with Me" – 4:34
2. "そうして私が" – 4:16

## Créditos
Créditos adaptados desde las notas del álbum.
- Hiroshi Shibui – teclado
- Tsugutoshi Gotō – bajo eléctrico
- Tatsuo Hayashi – batería
- Masaki Matsubara – guitarra eléctrica
- Tadaomi Anai – percusión
- Jake H. Concepción – saxofón

## Posicionamiento
| Gráfica (1979)               | Pico de posición |
| ---------------------------- | ---------------- |
| Japón (Oricon Singles Chart) | 28               |